# Sarah Logan
Sarah Rowe (Bridges) (Louisville (Kentucky), 30 september 1993) is een Amerikaans professioneel worstelaar die voor bekend is van haar tijd bij de World Wrestling Entertainment onder haar ringnaam Valhalla. Ze was lid van de stal The Riott Squad samen met Liv Morgan en Ruby Riott.

## Andere media
Logan maakte haar videogamedebuut als speelbaar personage in WWE 2K19. Ook verschijnt ze in WWE 2K20.

## Prestaties
- American Pro Wrestling Alliance
  - APWA World Ladies Championship (1 keer)[6]
- Juggalo Championship Wrestling
  - JCW Tag Team Championship (1 keer) – met Mad Man Pondo[6]
- Pro Wrestling Illustrated
  - Gerangschikt op nummer 33 van de top 100 female wrestlers in de PWI Female 100 in 2018[7]
- Resistance Pro Wrestling
  - RPW Women's Championship (1 keer)[6]
  - Samuel J. Thompson Memorial Women's Tournament (2015)[8]